# Předání spojení
Předání spojení (anglicky handover, v USA handoff) je automatické předání spojení mezi buňkami v buňkových nebo satelitních mobilních systémech bez přerušení probíhající komunikace. Předání spojení je nutné, pokud se účastník během komunikace pohybuje tak, že opustí dosavadní buňku a přechází do vysílací oblasti jiné buňky. Pro rozhodnutí, kdy je převedení spojení nutné, se měří přenosová kvalita spojení a změna buňky se provede tehdy, když změna buňky zaručí zlepšení přenosové kvality a když intenzita rádiového signálu mezi mobilní a základnovou stanicí poklesne pod stanovenou minimální úroveň. Změnu buňky může zajistit buď mobilní stanice sama nebo základnová stanice.

## Typy předání spojení
Předání spojení lze klasifikovat podle několika hledisek:
- Co nebo kdo řídí předání spojení
  - Předání řízené sítí
  - Předání asistované mobilním zařízením
  - Předání řízené mobilním zařízením
  - V historických sítích se používalo předání řízené uživatelem, které mělo spíše charakter přihlášení do sítě
- Jaká část infrastruktury mobilní sítě se mění při předání spojení
  - Předání v rámci buňky oproti předání do jiné buňky
  - Předání v rámci řadiče základnové stanice oproti předání se změnou řadiče
  - Předání v rámci obslužného uzlu (MSC, SGSN) oproti předání se změnou obslužného uzlu
  - Předání v rámci jedné technologie oproti předání z jedné technologie do jiné (např. z GSM do UMTS)
  - Předání v rámci sítě jednoho operátora oproti předání do sítě jiného operátora (roaming)
- Ve kterém okamžiku se uvolní původní komunikační kanály
  - Tvrdé předání spojení
  - Měkké předání spojení

### Tvrdé předání spojení
K tvrdému předání dochází, když je rádiový kanál zdrojové buňky uvolněn před vytvořením kanálu v cílové buňce. Spojení se zdrojovou buňkou je tedy přerušeno před navázáním spojení s cílovou buňkou (nebo současně s ním). Tato metoda se nazývá anglicky break-before-make („přerušit před navázáním“). V tomto případě je důležité minimalizovat dobu přerušení komunikace. Tento typ předávání se používá v mobilních sítích GSM a v sítích 4G LTE, s časem přerušení několika desítek milisekund.

### Měkké předání spojení
K měkkému předání dochází, když je spojení s cílovou buňkou navázáno před přerušením spojení se zdrojovou buňkou. V tomto případě tedy existuje krátký interval, kdy má mobilní zařízení otevřen komunikační kanál s oběma buňkami. Tato metoda se nazývá anglicky make-before-break („navázat před přerušením“). Tento typ předávání se používá v 3G sítích UMTS díky použití kódového multiplexu W-CDMA, který mobilnímu zařízení umožňuje komunikovat současně s několika rádiovými buňkami.